# Commissions ouvrières
La Confédération syndicale des Commissions ouvrières (en espagnol : Confederación Sindical de Comisiones Obreras), connue comme Commissions ouvrières, CO (en espagnol : Comisiones Obreras, CC.OO.), est une confédération syndicale espagnole.

## Histoire
Les CO furent organisées dans les années 1960 par le Parti communiste espagnol et des groupes de travailleurs catholiques pour combattre la dictature de Franco et pour les droits syndicaux. Elles s'opposaient ainsi aux « syndicats verticaux » non représentatifs du syndicat unique. Après avoir participé aux grèves de 1962-63, démarrées dans les Asturies, ces organisations diverses formèrent une seule entité à la suite du congrès de 1976 à Barcelone.

## Les Commissions ouvrières aujourd'hui
Les Commissions ouvrières sont depuis les années 1970 le premier syndicat en Espagne. Elles disposent de plus d'un million de membres et sont majoritaires aux élections syndicales, au coude-à-coude avec l'UGT (Union générale des travailleurs, affiliée historiquement au parti socialiste PSOE).